# Маяки України (монета)
«Маяки України» — пам'ятна  монета номіналом 5 гривень, випущена Національним банком України, присвячена маякам, розташованим на узбережжі України, зокрема на території АР Крим.
Монету введено в обіг 22 липня 2021 року. Вона належить до серії «Інші монети».

## Опис та характеристики монети
| Номінал грн. | Метал      | Маса, грам | Діаметр, мм. | Якість виготовлення       | Гурт     | Тираж, штук |
| ------------ | ---------- | ---------- | ------------ | ------------------------- | -------- | ----------- |
| 5            | нейзильбер | 16.54      | 35,0         | спеціальний анциркулейтед | рифлений | 35 000      |

### Аверс
На аверсі монети розміщено: малий Державний Герб України (угорі), під яким напис: «УКРАЇНА». Дата 2021 розташована праворуч від герба. У центрі аверса розташована композиція: фрагмент карти України на тлі стилізованих хвиль, а на береговій лінії крапками позначені маяки. Номінал монети розташовано унизу на дзеркальному тлі. Праворуч від карти розташовано логотип Банкнотно-монетного двору Національного банку України.

### Реверс
На реверсі монети у центрі на тлі лімба компаса розташовано зображення рози вітрів, навколо якої на тлі стилізованих хвиль зображено маяки та їхні назви: Станіслав-Аджигольський задній, Зміїний, Євпаторійський, Меганомський, Іллінський, Бирючий. Угорі монети зображення чайки та напис Маяки України.

## Автори

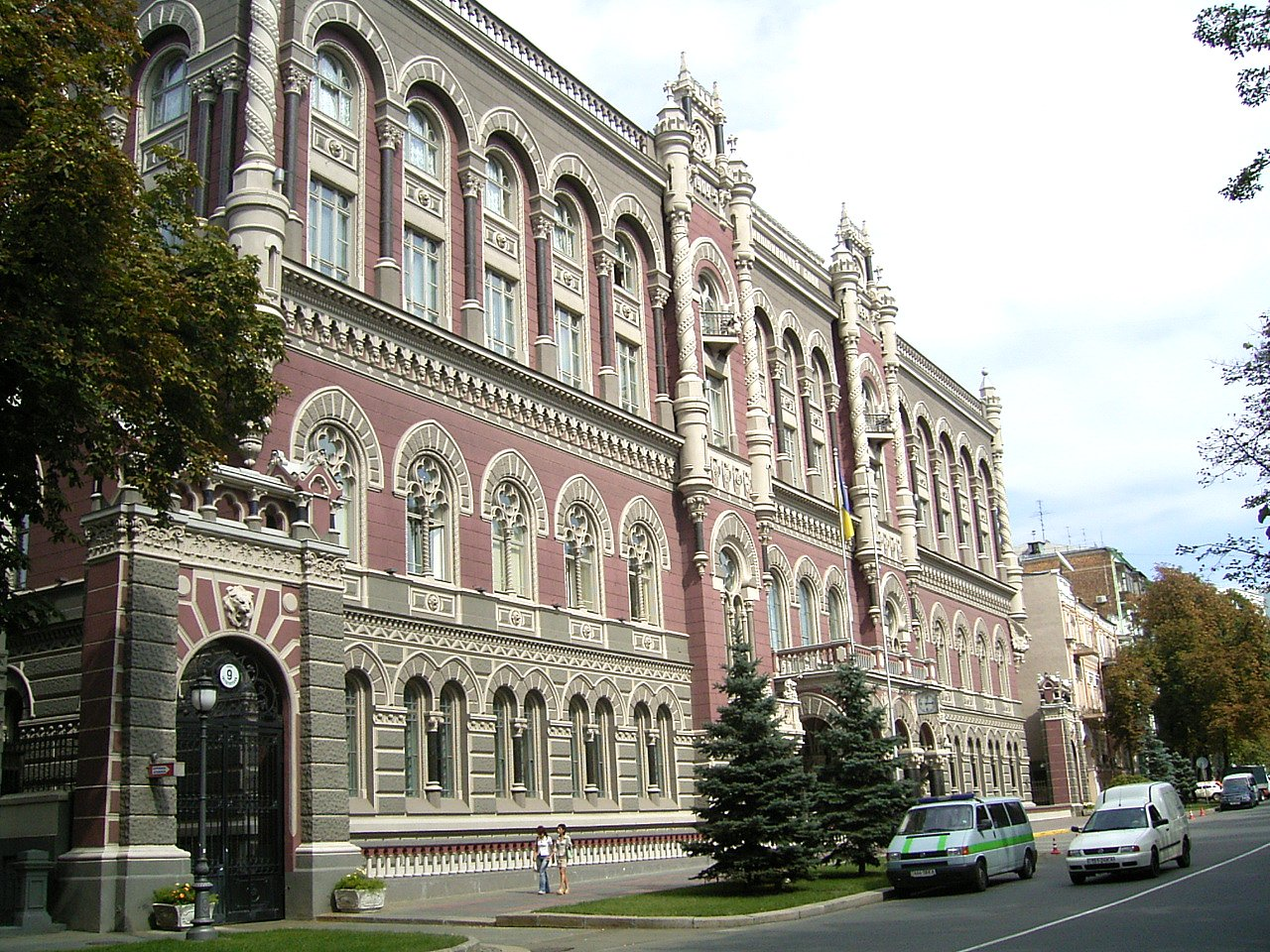
Будівля Національного банку України

- Художники: Таран Володимир, Харук Олександр, Харук Сергій.

- Скульптори: Демяненко Анатолій, програмне моделювання: Лук'янов Юрій.[2]

## Вартість монети
Роздрібна ціна Національного банку України 55 гривень.
Фактична приблизна вартість монети, з роками змінювалася так:
| Рік        | 2021 | 2022 | 2023 | 2024 | 2025 |
| ---------- | ---- | ---- | ---- | ---- | ---- |
| Ціна, грн. | 55   | 80   | 180  | 350  | 360  |